# Silviano Brandão
Francisco Silviano de Almeida Brandão (Santana do Sapucaí, 8 de setembro de 1848 — Belo Horizonte, 25 de setembro de 1902) foi um médico e político brasileiro, 4.º presidente do Estado de Minas Gerais e, vice-presidente eleito do Brasil, não tendo tomado posse devido ao seu falecimento.

## Biografia

### Família e educação
Silviano era filho do agricultor José Claro de Almeida e de Ana Isabel Bueno Brandão, sendo natural do interior de Minas Gerais. No Seminário Episcopal mineiro, estudou humanidades e se preparou através de curso na Faculdade de Direito de São Paulo. Em 1895, formou-se em medicina pela Faculdade de Medicina no Rio de Janeiro. Logo após, mudou-se para a cidade de Ouro Fino, atuando cerca de um ano, transferindo-se logo após para outro município mineiro chamado Pouso Alegre, onde atuou no defensório interesse dos ideais republicanos, participando em 1877, da inauguração do Clube Republicano.

### Casamentos
Casou-se em primeiras núpcias com sua prima Maria Isabel de Paiva Brandão. Após a morte da esposa em 23 de outubro de 1888, contraiu novas núpcias com sua cunhada Esther de Paiva Brandão. Ambas eram irmãs do político Júlio Bueno Brandão, que também fora presidente do Estado de Minas Gerais.

## Ingresso na política

### Deputado Provincial
Entrou para a política em 1880, quando elegeu-se deputado para a Assembleia Provincial, cumprindo mandato de 1880 à 1881. Ao longo do período em que esteve no legislativo, foi defensor da criação de novas unidades administrativas nos lugares onde o Estado mineiro fazia fronteira, como forma de aumentar o fortalecimento econômico e político, diminuindo posteriores conflitos com cidades vizinhas, levando a criação dos municípios de Ouro Fino, São José de Além Paraíba e São João Nepomuceno, além do surgimento da comarca de Manhuaçu.

### Deputado Geral
Foi eleito deputado geral pelo seu Estado em 1881, tendo foco na criação da estrada de ferro Sapucaí, levando em consideração às ideias abolicionistas que àquele momento enfrentava fortemente. Enfrentou uma forte oposição conservadora após explicitar seu apoio à libertação dos escravos com mais de sessenta anos, sobre a Lei dos Sexagenários, culminando na sua derrota política em 1884. Com a Proclamação da República, seu novo mandato conquistado em 1889, foi extinto e não pôde assumir.

### Senador Estadual
Para o Congresso Constituinte de 1891, foi eleito senador para um mandato de quatro anos. Como tal, foi promulgador da primeira lei de organização municipal, de nº 2 à 14 de setembro de 1891, tendo sido autor de uma lei ao qual, passou a designar os chefes do poder mineiro de governador para presidente de Estado. Em 1892, à convite de Afonso Pena, então presidente de Minas Gerais, foi secretário do Interior e Justiça. Na função que lhe foi oferecida, fundou a Faculdade Livre de Direito de Minas Gerais. Tido como candidato à sucessão de Afonso Pena para chefiar o executivo estadual, recusou tal oferta, e foi eleito novamente para ocupar uma cadeira no senado do Estado. Nesse período, foi presidente da casa legislativa, mas acabou renunciando após ter sido eleito presidente de Minas Gerais, em 1898.

### Presidente de Minas Gerais

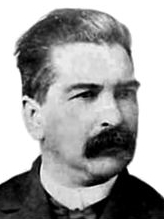
Foto oficial como presidente de Minas Gerais.

Foi presidente do Estado de Minas Gerais, tomando posse em 7 de setembro de 1898, dia da Independência do Brasil, sucedendo Bias Fortes, que passara quatro anos no poder. Em seu novo cargo à frente do Palácio da Liberdade, Silviano buscou medidas que pudessem restabelecer a economia do Estado, gravemente afetada após a crise no setor cafeeiro ao fim do século XIX, motivada pelas instabilidades financeiras estrangeiras. No setor agrícola, promoveu o corte em gastos nos investimentos superlativos, diminuindo o sistema tributário local, havendo a necessidade de cobrança no imposto territorial por meio da substituição ao imposto de exportação, mantendo em acréscimo os recursos que foram direcionados para a economia ruralista, estabelecendo colônias agrícolas. Ao deixar o governo do Estado, em 21 de fevereiro de 1902, conseguiu entregar ao sucessor, Joaquim Cândido, as contas estaduais equilibradas.

### Vice-presidente eleito do Brasil
Foi eleito vice-presidente da República na chapa encabeçada pelo paulista Rodrigues Alves, para o mandato de 15 de novembro de 1902 a 15 de novembro de 1906, mas morreu antes de tomar posse, sendo substituído por Afonso Pena.

## Homenagem
Em Belo Horizonte, a Escola Pública Estadual Silviano Brandão, fundada em 5 de Janeiro de 1914, foi assim nomeada em sua homenagem.